# Соверцене
Соверцене (італ. Soverzene, вен. Soverzene) — муніципалітет в Італії, у регіоні Венето, провінція Беллуно.
Соверцене розташоване на відстані близько 480 км на північ від Рима, 85 км на північ від Венеції, 10 км на північний схід від Беллуно.
Населення — 403 особи (2014).
Щорічний фестиваль відбувається 10 серпня. Покровитель — святий мученик Лаврентій.

## Демографія
Населення за роками:

Станом на 1 січня 2023 року в муніципалітеті офіційно проживали 2 іноземці з 2 країн, серед них 2 громадяни країн Євросоюзу.

## Сусідні муніципалітети
- Ерто-е-Кассо
- Лонгароне
- Альпаго
- Понте-нелле-Альпі